# Paul Häusler

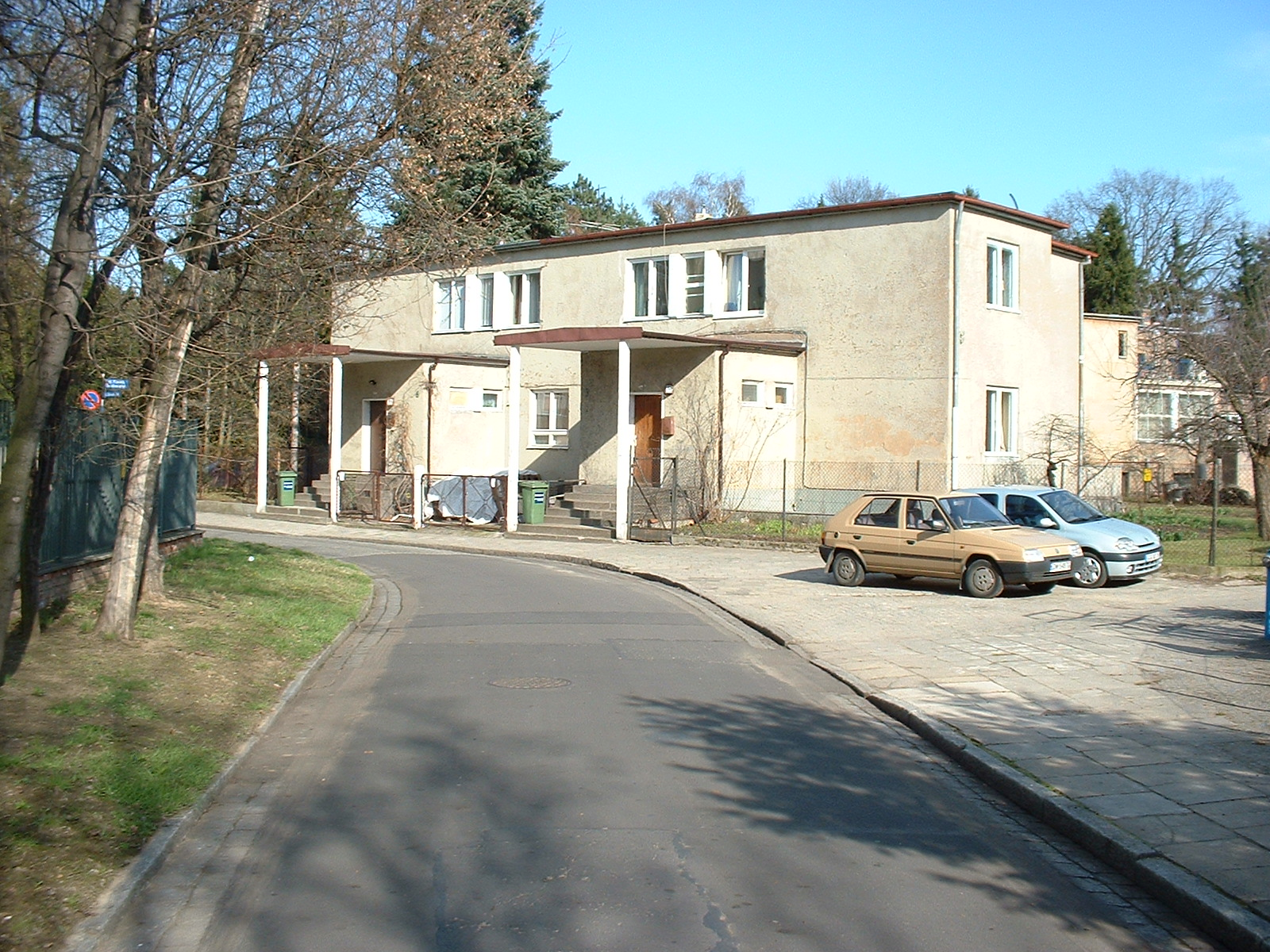
Jeden z projektów domów na wystawę WUWA we Wrocławiu nr 29-30

Paul Häusler – niemiecki architekt modernistyczny tworzący w okresie międzywojennym we Wrocławiu.

## Życiorys
Häusler był jednym ze znaczących architektów lat dwudziestych we Wrocławiu, jednak niewiele wiadomo o jego biografii. Źródła nie podają daty jego urodzenia, ani daty śmierci. Być może jest tożsamy z architektem Paulem Häuslerem, który z ramienia Bauberatungstelle projektował odbudowę nieznanego z nazwy dworu w rejencji gąbińskiej (Prusy Wschodnie), przedstawioną w artykule jego autorstwa opublikowanym w Ostdeutsche Bauzeitung nr 36/1924, s. 257. Wiadomo, że należał do BDA - Niemieckiego Związku Architektów. Jako członek tego towarzystwa otrzymał zaproszenie od Heinricha Lauterbacha i Adolfa Radinga przygotowujących plany wzorcowego osiedla Wystawy „Mieszkanie i miejsce pracy” do udziału w niej. Zaprojektował łącznie pięć mieszkań na tym osiedlu. Trzy z nich znajdują się w domu szeregowym przy ul. Tramwajowej 4-30, a dwa w wolno stojącym domu dwurodzinnym przy ul. Zielonego Dębu 23/25. Przed wystawą uczestniczył w projektowaniu osiedla mieszkaniowego Sępolno wraz z m.in. Paulem Heimem i Hermanem Wahlichem. W roku 1922 zaprojektował też budynki gospodarstwa wiejskiego na osiedlu Bierdzany. Po roku 1929 zaprojektował niezachowany już dziś budynek przedszkola na wznoszonym w południowej części miasta kolejnym dużym osiedlu mieszkaniowym – Księże Małe. Brał udział w konkursach na projekt obiektów użyteczności publicznej zajmując m.in. pierwsze miejsce w 1926 na projekt szkoły we Wrocławiu i w 1930 na projekt szkoły w Wołowie. 
W drugiej połowie lat 30 projektował w duchu obowiązujących w III Rzeszy norm. Około roku 1940 zrealizowany został sporządzony przez niego wraz z innym wrocławskim architektem Herbertem Försterem projekt przebudowy XIX-wiecznej kamienicy czynszowej na NSV-Gauhaus (siedziba urzędu NSDAP do Spraw Opieki Zdrowotnej). Budynek ten zachowany do dziś mieści się przy ulicy Piłsudskiego 15-17 i stanowi jeden z przykładów monumentalnej architektury III Rzeszy we Wrocławiu.

## Literatura
- Janusz L. Dobesz: Wrocławska architektura spod znaku swastyki na tle budownictwa III Rzeszy. Wrocław: Oficyna Wydawnicza Politechniki Wrocławskiej, 2005. Brak numerów stron w książce
- Encyklopedia Wrocławia. Wrocław: Wydawnictwo Dolnośląskie, 2006, s. 270-271.
- Rafał Eysymontt, Jerzy Ilkosz, Agnieszka Tomaszewicz, Jadwiga Urbanik (red.): Leksykon architektury Wrocławia. Wrocław: Via Nova, 2011. Brak numerów stron w książce
- Jadwiga Urbanik: WUWA 1929-2009. Wrocławska wystawa Werkbundu. Wrocław: Muzeum Architektury we Wrocławiu, 2009. Brak numerów stron w książce